# 漆女城遗址
漆女城遗址，位于山东省济宁市邹城市城关镇和睦村，是中华人民共和国山东省文物保护单位之一。
1992年6月12日，授予山东省文物保护单位，是一座古遗址。